# Buck Rogers
Buck Rogers é um personagem de pulps e histórias em quadrinhos, criado em 1928 como Anthony Rogers, herói de duas novelas de Philip Francis Nowlan publicadas na revista Amazing Stories. Rogers tornou-se mais conhecido por uma duradoura série de tiras de aventura publicadas em jornais. Ele também estrelou um seriado cinematográfico, duas séries de televisão, um jogo de computador e muitos outros formatos de mídia.
Buck Rogers tem sido creditado por levar às massas o conceito de exploração espacial, seguindo as pegadas de pioneiros da literatura como Júlio Verne, H.G. Wells e Edgar Rice Burroughs.

## Personagem e histórico
Anthony Rogers apareceu pela primeira vez como o personagem central da novela Armageddon 2419 A.D. — publicada em agosto de 1928 na revista pulp Amazing Stories. Rogers era um veterano da Primeira Guerra Mundial que, após uma investigação em uma mina abandonada, inala gases que o fazem entrar em animação suspensa por 500 anos. Ao acordar, Rogers se depara com a Terra dominada por orientais.
Philip Nowlan e o syndicate John F. Dille Company, mais tarde conhecido como National Newspaper Syndicate, foram contratados para adaptar a novela para as tiras de jornal. Nowlan e Dille contrataram o cartunista Dick Calkins. Nowlan adaptou o primeiro episódio de Armageddon 2419 A.D. e mudou o nome do herói de "Anthony Rogers" para "Buck Rogers". A tira diária foi publicada pela primeira vez em 7 de janeiro de 1929 — coincidentemente, este foi também a data em que a tira de Tarzan por Hal Foster estreou nos Estados Unidos (a tira havia estreado em novembro de 1928 na revista inglesa Tits-Bits). Uma sequência da novela original foi publicada na edição de março de 2009 da revista Amazing Stories com o título The Airlords of Han. Em 1930, o personagem começou a ser publicado em pranchas dominicais coloridas, ilustradas por Russell Keaton. Keaton queria ilustrar outra tira escrita por Calkins, Skyroads; com isso, foi substituído por Rick Yager.
Em 1933, Nowlan e Calkins co-escrevram Buck Rogers em 25th Century, uma novela que recontou a origem de Buck Rogers e também resumiu algumas das suas aventuras. Uma reedição deste trabalho foi incluído com a primeira edição de 1995 da novela Buck Rogers: A Life in the Future de Martin Caidin.
A autoria das primeiros tiras é extremamente difícil de determinar. As assinaturas nas partes inferiores das tiras não são indicadores precisos de autoria.
O sucesso da tira deu origem a Big Little Books e livros pop-up. A tira era popular o suficiente para inspirar séries como Flash Gordon, de Alex Raymond, Don Dixon and the Hidden Empire (1935-1941), Speed Spaulding (1940-1941), a adaptação do romance When Worlds Collide (1933) de Philip Wylie e Edwin Balmer e John Carter of Mars (1941-1943), a adaptação da série literária Barsoom de Edgar Rice Burroughs, criador do Tarzan.
Murphy Anderson ilustrou a tira entre 1947 e 1949. George Tuska começou a desenhar a tira em 1959 e permaneceu até o capítulo final da história em quadrinhos original, que foi publicado em 8 de Julho de 1967.
Na década de 1960, duas novelas de Nowlan foram combinadas pelo editor Donald A. Wollheim em um livro de bolso chamado Armageddon 2419 A.D.
Em 1979, a tira voltou a ser publicada por Gray Morrow e Jim Lawrence, porém renomeada como Buck Rogers in the 25th Century em 1980. Cary Bates roteirizou as últimas tiras entre 1981 e 1983.

## Revistas em quadrinhos
Ao longo dos anos, tem havido muitas aparições Buck Rogers em revistas em quadrinhos, bem como sua própria série. Na década de 1930, Buck apareceu em 69 edições de  Famous Funnies, em seguida apareceu duas vezes em Vicks Comics — ambos publicados pela Eastern Color Printing. Em 1940, Buck começou sua revistas intituladas Buck Rogers, que duraram seis edições novamente publicadas pela Eastern Color Printing.
Em 1933, Whitman (uma selo da Western Publishing) produziu 12 edições de Big Little Books de Buck Rogers. A Kelloggs Cereal Company produziu duas revistas de brinde de Buck Rogers, um publicada 1933 e outra em 1935. Em 1951, Toby Press lançou 3 edições de Buck Rogers, todas as republicações de tiras de jornal. Em 1955, uma empresa australiana chamada Atlas Productions produziu 5 edições de Buck Rogers in the 25th Century.
Gold Key Comics (outro selo da Western Publishing) publicou uma única edição de uma revista em quadrinhos de Buck Rogers, publicada em 1964.
A segunda série foi baseado na série de televisão 1979 e foi publicada entre 1979 e 1982, primeiro pela Gold Key, em seguida, pela Whitman Publishing, continuando a numeração a partir da única edição 1964. De 1990 a 1991, aTSR, Inc. publicou uma série de 10 edições com base no jogo Buck Rogers XXVC.
Em 2009, a Dynamite Entertainment começou uma série mensal de quadrinhos de Buck Rogers, escrita por Scott Beatty e ilustrada por Carlos Rafael. A primeira edição foi lançada em maio de 2009. A série teve 13 edições (# 0-12) mais um anual — posteriormente, reunidos em duas edições encadernadas.
Em 2012, Hermes Press anunciou uma nova série de quadrinhos com arte de Howard Chaykin. A série estreou em agosto de 2013.

## Adaptações
Filmes

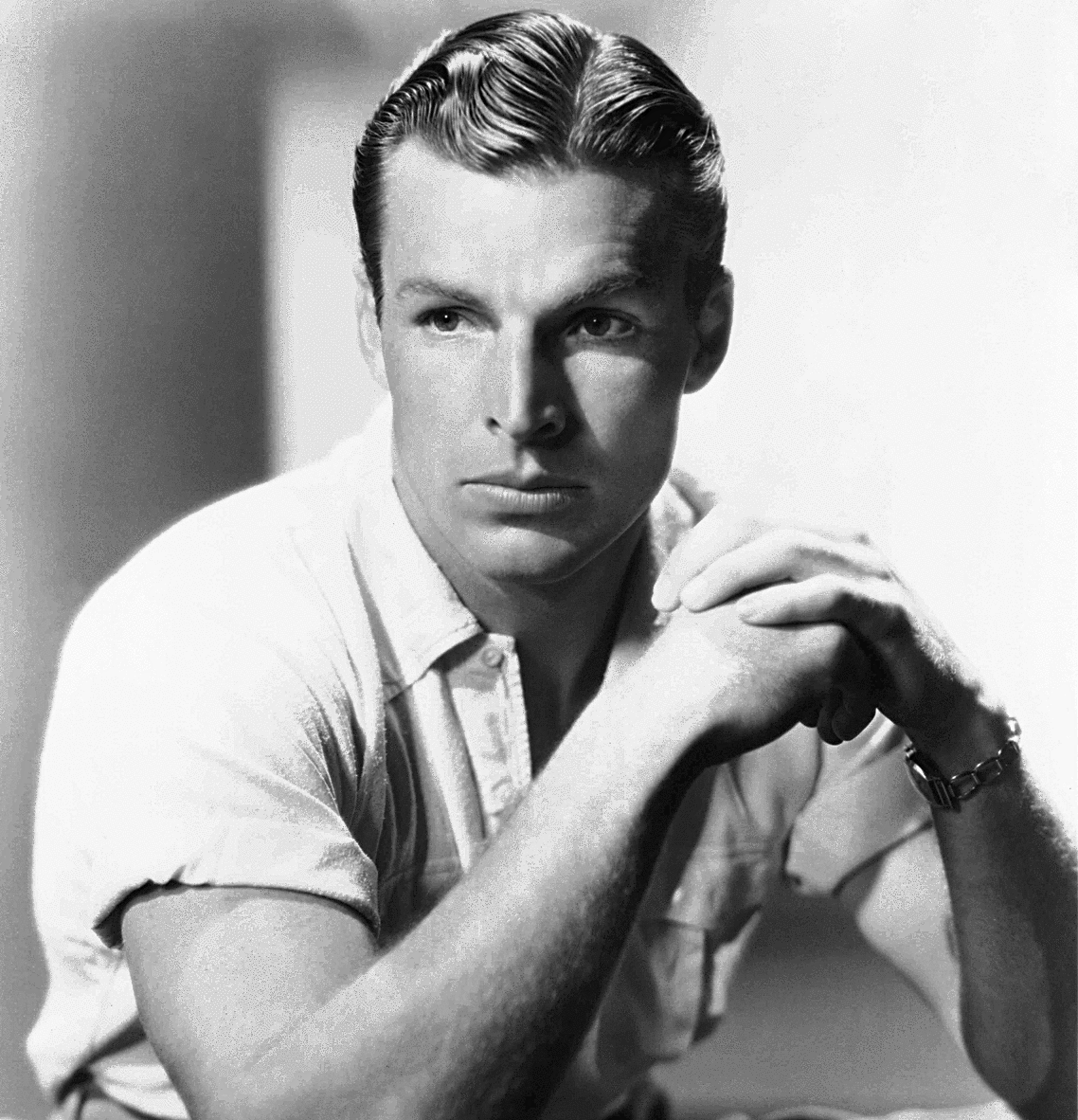
Buster Crabbe, atleta campeão de natação e ator, intérprete de Buck Rogers no seriado de 1939, que levou o herói para a tela do cinema.

Um filme de dez minutos de Buck Rogers estreou na  World's Fair 1933-1934 de Chicago. John Dille Jr. (filho de John F. Dille) estrelou o filme, que foi chamado Buck Rogers in the 25th Century: An Interplanetary Battle with the Tiger Men of Mars. Uma cópia do filme em 35 milímetros foi descoberta pela neta do cineasta, doado à  arquivo de televisão e cinema da UCLA, ela agora está disponível no VCI Entertainment DVD 70th Anniversary.
Um curta-metragem live-action foi produzido em 1936, projetado para ser exibido em lojas de departamento para promover produtos Buck Rogers. Ele foi filmado no estúdio da empresa em Chicago, Illinois, dirigido por Dr. Harlan Tarbell. Os personagem presentes no filme são Buck Rogers, Wilma Deering, Dr. Huer, Killer Kane, Ardala, Rei Grallo dos homens-tigres de Marte e robôs.
- Buck Rogers (1939) - seriado estrelado por Buster Crabbe[22]
- Buck Rogers in the 25th Century - piloto da série de televisão lançado em 1979.

Frank Miller foi escalado para escrever e dirigir um novo filme com OddLot Entertainment, a produtora que trabalhou com Miller em The Spirit. No entanto, depois que The Spirit ter sido um fracasso de público e crítica, Miller saiu do projeto, em 2015, foi anunciado durante a Comic-Con que o neto de  John F. Dille, Flint Dille e Ed Neumeier estariam escrevendo um roteiro. O produtor Don Murphy afirma que pode fazer o filme, uma vez que a novela original está em domínio público.
Em 14 de outubro de 2020, foi anunciado que um filme live-action de Buck Rogers está sendo produzido pela Legendary Entertainment com Don Murphy e Susan Montford na produção de uma franquia de ficção científica multiplataforma.
Televisão
- Buck Rogers - primeira serie de televisão de 1950 a  1951
- Buck Rogers in the 25th Century - série foi ao ar nos Estados Unidos a partir de 20 setembro de 1979
- Em 10 de dezembro de 2020, foi anunciado que o mesmo consórcio Murphy/Montford /Dille/Legendary está desenvolvendo uma nova série de televisão Buck Rogers com Brian K. Vaughan escrevendo..[29] Em 29 de janeiro de 2021, foi anunciado que a Smokehouse Pictures também será a produtora executiva. O co-fundador do Smokehouse, George Clooney, também é sugerido para estrelar a série.[30]

Jogos
Buck Rogers XXVC
Em 1988, a TSR, Inc. criou um cenário de campanha baseado em Buck Rogers, chamada Buck Rogers XXVC. Muitos produtos foram produzidos que foram criados neste universo, incluindo histórias em quadrinhos, romances,  jogos de RPG e vídeo games. Nos RPGs, os personagens eram aliados de Buck Rogers e NEO (New Earth Organisation) em sua luta contra a RAM (uma empresa russa-americana com base em Marte).
- Buck Rogers: Battle for the 25th Century  - jogo de tabuleiro criado por Jeff Grub e publicado pela TSR, Inc. em 1988.
- Buck Rogers, the XXVth Century - um RPG, por Michael Alyn Pondsmith, publicado em 1990 por TSR.
- High Adventure Cliffhangers Buck Rogers Adventure Game - um RPG por Jeff Grubb e Steven Schend também publicado pela TSR em 1993, mas sem relação com o anterior.

Vídeo game
Adaptados a partir dos jogos da TSR:
- Buck Rogers Planèt of Zoom - lançado em 1982 pela SEGA
- Buck Rogers: Countdown to Doomsday - um RPG eletrônico lançado pela , Strategic Simulations, Inc. em 1990.
- Buck Rogers: Matrix Cubed - sequência de Buck Rogers: Countdown to Doomsday lançado em 1992

Livros
Vários arcos de história das tiras de jornal foram adaptados para Big Little Books e livros pop-up.
Dez romances criados no universo XXVC foram publicados, a partir de 1989:
- Arrival  (antologia) por Flint Dille, Abigail Irvine, Melinda Seabrooke (M.S.) Murdock, Jerry Oltion, Ulrike O'Reilly & Robert Sheckley (TSR, Mar 1989, ISBN 0-88038-582-0)

The Martian Wars Trilogy
- Rebellion 2456 por M.S. Murdock (TSR, Maio de 1989, ISBN 0-88038-728-9)
- Hammer of Mars por M.S. Murdock (TSR, Agosto de 1989, ISBN 0-88038-751-3)
- Armageddon off Vesta por M.S. Murdock (TSR, Outubro de 1989, ISBN 0-88038-761-0)

The Inner Planets Trilogy
- First Power Play por John Miller (TSR, Agosto de 1990, ISBN 0-88038-840-4)
- Prime Squared por M.S. Murdock (TSR, Outubro de 1990, ISBN 0-88038-863-3)
- Matrix Cubed por Britton Bloom (TSR, Maio de 1991, ISBN 0-88038-885-4)

Invaders of Charon Trilogy
- The Genesis Web por Ellen C. & Theodore M. Brennan (C.M. Brennan) (TSR, Maio de 1992, ISBN 1-56076-093-1)
- Nomads of the Sky por William H. Keith, Jr. (TSR, Outubro de 1992, ISBN 1-56076-098-2)
- Warlords of Jupiter por William H. Keith, Jr. (TSR, Fevereiro de 1993, ISBN 1-56076-576-3)

Sequências autorizadas de Armageddon 2419 A.D. foram escritos na década de 1980 por outros autores que trabalham a partir de um esboço co-escrito por Larry Niven e Jerry Pournelle e vagamente amarrados com o seu best-seller 1977  Lucifer's Hammer. A primeira sequência começa c. 2476 dC, quando um viúvo e rabugento Anthony Rogers de 86 anos é misteriosamente rejuvenescido durante um ressurgimento dos presumidos extintos Han, agora chamados de Pr'lan. Os romances incluem:
- Mordred por John Eric Holmes (Ace, Janeiro de 1981, ISBN 0-441-54220-4)
- Warrior's Blood por Richard S. McEnroe (Ace, Janeiro de 1981, ISBN 0-441-87333-2)
- Warrior's World por Richard S. McEnroe (Ace, Outubro de 1981, ISBN 0-441-87338-3)
- Rogers' Rangers por John Silbersack (Ace, Agosto de 1983, ISBN 0-441-73380-8)

Numerosos romancistas reinventaram ou adaptaram o mito de Buck Rogers ao longo dos anos, incluindo:
- Buck Rogers: A Life in the Future de Martin Caidin,um romance que recria a origem do personagem (TSR, 1995, ISBN 0-7869-0144-6)

## Brinquedos

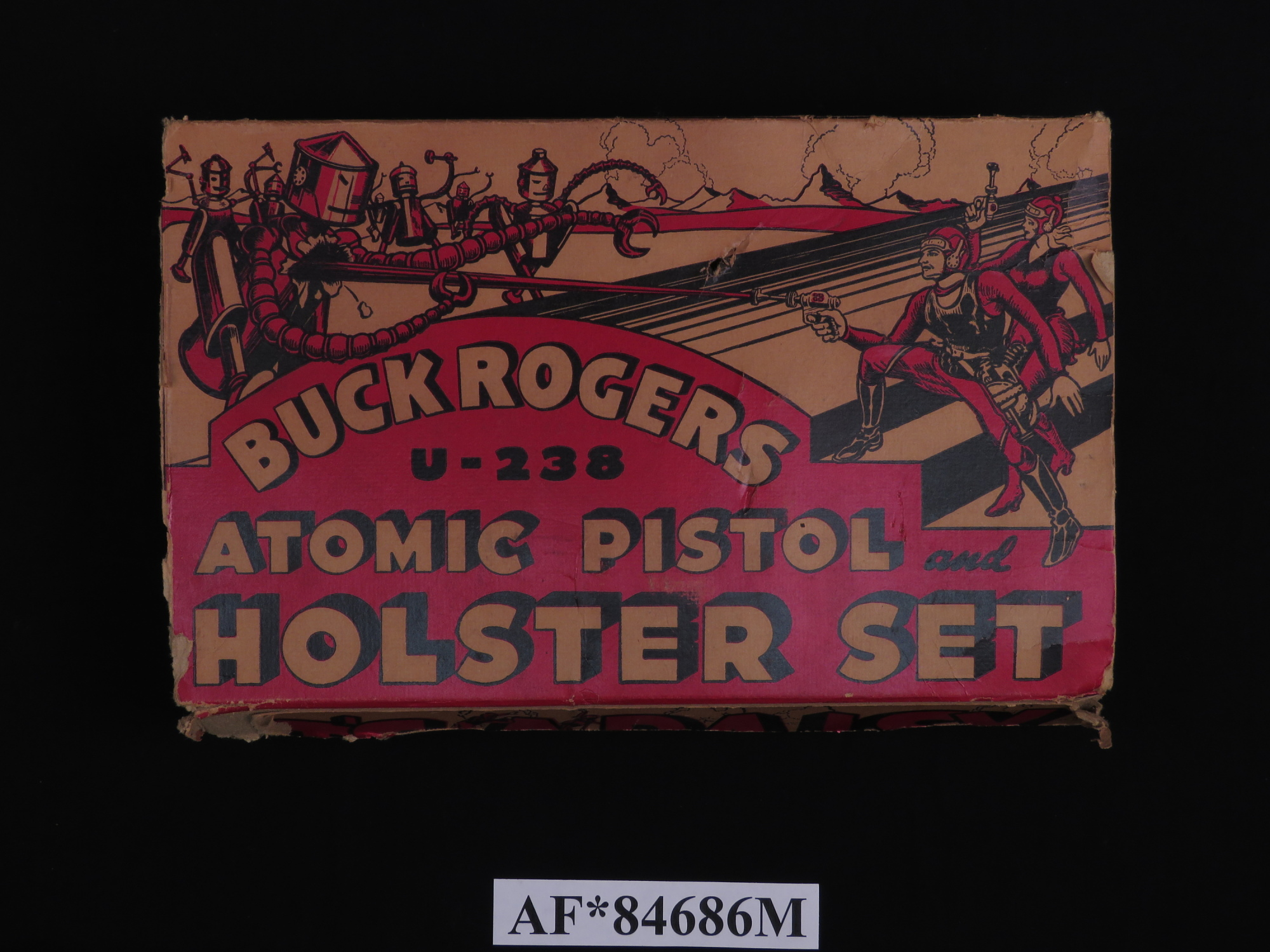
Arma de raio de brinquedo de Buck Rogers

Os primeiros brinquedos de Buck Rogers apareceram em 1933, quatro anos após a tira de jornal estrear e um ano depois do programa de rádio ter ido ao ar. Alguns marcam este como a base de merchandising de licenciamento de personagem, em que não só o nome e a imagem do personagem foram estampados em muitos produtos não relacionados, mas também em muitos itens de mercadoria original ou diretamente inspirados por aquele personagem. Dos muitos brinquedos associados com Buck Rogers, nenhum é mais estreitamente identificado com a franquia do que as armas de raio de mesmo nome.

## Sátira
Buck Rogers é satirizado na série Duck Dogers no século 24½, protagonizada por Patolino.